# Isopterygium leucophanes
Isopterygium leucophanes là một loài Rêu trong họ Hypnaceae. Loài này được (Hampe ex Müll. Hal.) A. Jaeger mô tả khoa học đầu tiên năm 1878.